# Hantam
Hantam – gmina w Republice Południowej Afryki, w Prowincji Przylądkowej Północnej, w dystrykcie Namakwa. Siedzibą administracyjną gminy jest Calvinia.